# Provincia de Mai-Ndombe
Mai-Ndombe es una de las veintiséis provincias de la República Democrática del Congo, creada de acuerdo con la Constitución de 2005.
Mai-Ndombe fue una provincia separada de 1962 a 1966, antes de la creación de la provincia de Bandundu a partir de la fusión de las regiones poscoloniales de Kwango, Kwilu y Mai-Ndombe.

## División
- Bolobo
- Inongo
- Inongo
- Kiri
- Kutu
- Kwamouth
- Mushie
- Oshwe
- Yumbi